# Cubelles (Haute-Loire)
Cubelles település Franciaországban, Haute-Loire megyében. Lakosainak száma 153 fő (2022. január 1.). Cubelles Charraix, Monistrol-d’Allier, Prades, Saugues és Venteuges községekkel határos.

## Népesség
A település népességének változása:
| Lakosok száma | 195  | 155  | 131  | 125  | 144  | 151  | 152  | 150  | 149  | 153  |
|               | 1968 | 1982 | 1990 | 2006 | 2013 | 2015 | 2017 | 2019 | 2020 | 2022 |